# Archer (Nebraska)
Archer è un census-designated place (CDP) degli Stati Uniti d'America, situato nello stato del Nebraska, nella contea di Merrick.

## Descrizione
Secondo il censimento del 2020 gli abitanti di Archer ammontavano a 68.